# Cosmopolitan Tower
Cosmopolitan Tower es un edificio de uso residencial de 72 metros de altura y 24 plantas ubicado en la ciudad de San José, Costa Rica 200m Norte de Antojitos en Rohrmoser.
Este edificio es desarrollado por la empresa CORE y comenzó a construirse en el año 2018, su construcción finalizó en el 2020 y cuenta con 24 pisos sobre nivel de calle y 5 bajo tierra, 4 elevadores, 172 apartamentos y 186 espacios para parqueos, este edificio fue diseñado por Carazo Architecture.
Los estudios de 36 metros cuadrados, son más parecidos a la habitación de un hotel con un espacio para cocinar que a un apartamento, estos apartamentos poseen pocas divisiones y el costo de cada apartamento en Cosmopolitan Tower parten de los $92.000.